# Олександр (Хіра)
Олекса́ндр Хіра (17 січня 1897, Вільхівці, нині Тячівського району Закарпаття — 26 травня 1983, Караганда, Казахстан) — український церковно-культурний діяч, греко-католицький єпископ Закарпаття.

## Біографія

### Навчання
Народився у священичій родині. Початкову освіту здобув у рідному селі. Закінчив Мараморош-Сигетську католицьку (піаристську) гімназію. 1915 р. вступив до Ужгородської духовної семінарії. Направлено на навчання в Будапештський католицький інститут на теологічний факультет (1916—1920).

### Духовна служба
19 грудня 1920 р. — рукоположений на священика владикою Мукачівської єпархії Антоном (Паппом).
1920—1922 рр. — капелан єпископської резиденції.
1922—1923 рр. — священик у с. Вільхівці.
1923—1924 рр. — священик-сотрудник у с. Терново Тячівського району.
Від 1924 р. — духівник, професор канонічного права та історії Церкви в Ужгородській духовній семінарії. Водночас 1925 р. очолює новостворене місійне товариство імені святого Йосафата.
Пізніше дочасний ректор Ужгородської духовної семінарії та радник єпархіального Трибуналу.
З 1930 р. — радник єпископської Консисторії, папський капелан. 1933 р. — титуловано каноніком («папським шамбеляном і радником єпископської Консисторії»).
1934—1939 — ректор Ужгородської духовної семінарії. У зв'язку зі зміною влади у 1939 р. знятий з посади, певний час знаходиться під домашнім арештом і наглядом угорської поліції. У 1940-ві викладає моральне та пасторальне богослов'я в Ужгородській духовній семінарії.
1943 р. — призначений папою Пієм XII папським домашнім прелатом. 1944 р. — новохіротонізованим єпископом Теодором (Ромжею) призначений генеральним вікарієм Мукачівської єпархії.
Після того, як 27 жовтня 1944 р. Ужгород зайняла Радянська Армія, щойно висвячений в єпископи владика Теодор Ромжа призначив о. Олександра Хіру своїм генеральним вікарієм, а 30 грудня 1945 р., з благословення Святішого Отця Пія XII, таємно рукоположив його на єпископа. Владика Олександр не вагався, коли йшов на цей відважний крок, хоч добре знав, що скоро настануть важкі дні для греко-католицької Церкви. Він повністю присвятив себе справі захисту Мукачівської єпархії, її духовенства та вірників від переслідувань тодішньої тоталітарної безбожної системи. Працівники КДБ намагалися завербувати його до співпраці, але отримавши рішучу відмову, вирішили знешкодити непокірного.

### Поневіряння
10 лютого 1949 р. — заарештовано. Переведено до Київської центральної тюрми МДБ УРСР на Короленка.
6 серпня 1949 р. засуджено згідно зі статтями 54-4 і 54-10 ч. 2 Карного Кодексу УРСР за антирадянську агітацію і пропаганду до 25 років ув'язнення з позбавленням громадських прав на 5 років і конфіскацією майна.
1949—1956 рр. відбуває покарання в таборах Тайшета, Кемерово, де працює на будівництвах і шахтах.
1956 року було звільнено з ув'язнення. Він повертається на Закарпаття і 7 листопада 1956 р. вперше діє як єпископ, рукоположивши чотирьох богословів на священиків. Під час однієї з таємних відправ був затриманий і знову засуджений на 5 р. примусових робіт із забороною надалі проживати на території Української РСР. Так він потрапляє до Караганди, де одразу включається до підпільної душпастирської роботи, офіційно працюючи на місцевих рудниках.
Від січня 1957 р. працював на копальнях у Караганді Казахської РСР. Проживав там до самої смерті, душпастирював серед вірних в Казахстані, висвячував священиків для Мукачівської єпархії та хіротонізував свого наступника — о. Івана Семедія (1978) під час своїх короткочасних поїздок в Україну.
Понад 20 років організована ним католицька громада у Караганді боролася за свою легалізацію, і в 1977 р. вона була офіційно зареєстрована як парохія.
Проживаючи в Караганді, владика Олександр продовжує бути духовним наставником осиротілої багатостраждальної Мукачівської єпархії. Вже немолодим, він, коли виникала потреба, долав відстань у понад 5 тисяч кілометрів від Караганди до Ужгорода.
Є дані, що за період з 1956 по 1983 рр. владика Олександр для підпільної Мукачівської єпархії висвятив на священиків майже 30 богословів і рукоположив трьох єпископів.
26 травня 1983 р. на 87-му році життя і на 63-му році свого душпастирства перестало битися полум'яне серце одного із вірних синів Церкви.
Похований біля храму в м.Караганда.
28 квітня 1989 р. — реабілітовано посмертно.

## Вшанування пам'яті
В Ужгороді на будинку №19 по вулиці Капітульній встановлена пам'ятна дошка.
в м.Тячів 25 травня 2008 р.  відкрито та освячено гранітне погруддя О. Хіра з нагоди 25-ліття з дня його смерті. 